# Spilogona changbaishanensis
Spilogona changbaishanensis är en tvåvingeart som beskrevs av Xue 1981. Spilogona changbaishanensis ingår i släktet Spilogona och familjen husflugor. Inga underarter finns listade i Catalogue of Life.